# Ugo Pietro Spinola

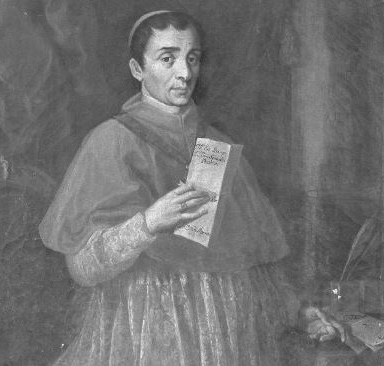
Ugo Pietro Kardinal Spinola (unbekannter Maler des 19. Jh.)

Ugo Pietro Spinola (* 29. Juni 1791 in Genua; † 21. Januar 1858 in Rom) war ein italienischer römisch-katholischer Kardinal.

## Leben
Er entstammte der berühmten Genueser Adelsfamilie Spinola und studierte im Collegio dei Protonotari in Rom, wo er im Jahre 1814 einen Doktortitel im Zivil- und Kirchenrecht erhielt. Er wurde am 23. Dezember 1815 zum Priester geweiht und war als päpstlicher Diplomat in verschiedenen Städten tätig:
1816 – Ascoli
1818 – Viterbo und Perugia
1823 – Macerata
1825 – Macerata und Camerino
Spinola wurde 1826 Titularerzbischof von Thebae und war von 1826 bis 1832 als Apostolischer Nuntius in Österreich tätig. 1832 erhob ihn Papst Gregor XVI. zum Kardinal und verlieh ihm als Titelkirche Santi Silvestro e Martino ai Monti. Kardinal Spinola war von 1838 bis 1842 Kommendatarabt von Subiaco. Er nahm an der Papstwahl im Konklave 1846 teil, bei dem Papst Pius IX. gewählt wurde. Zwischen 1857 und 1858 bekleidete er das Amt des Camerlengo des Kardinalskollegiums.